# Lahder Marsch

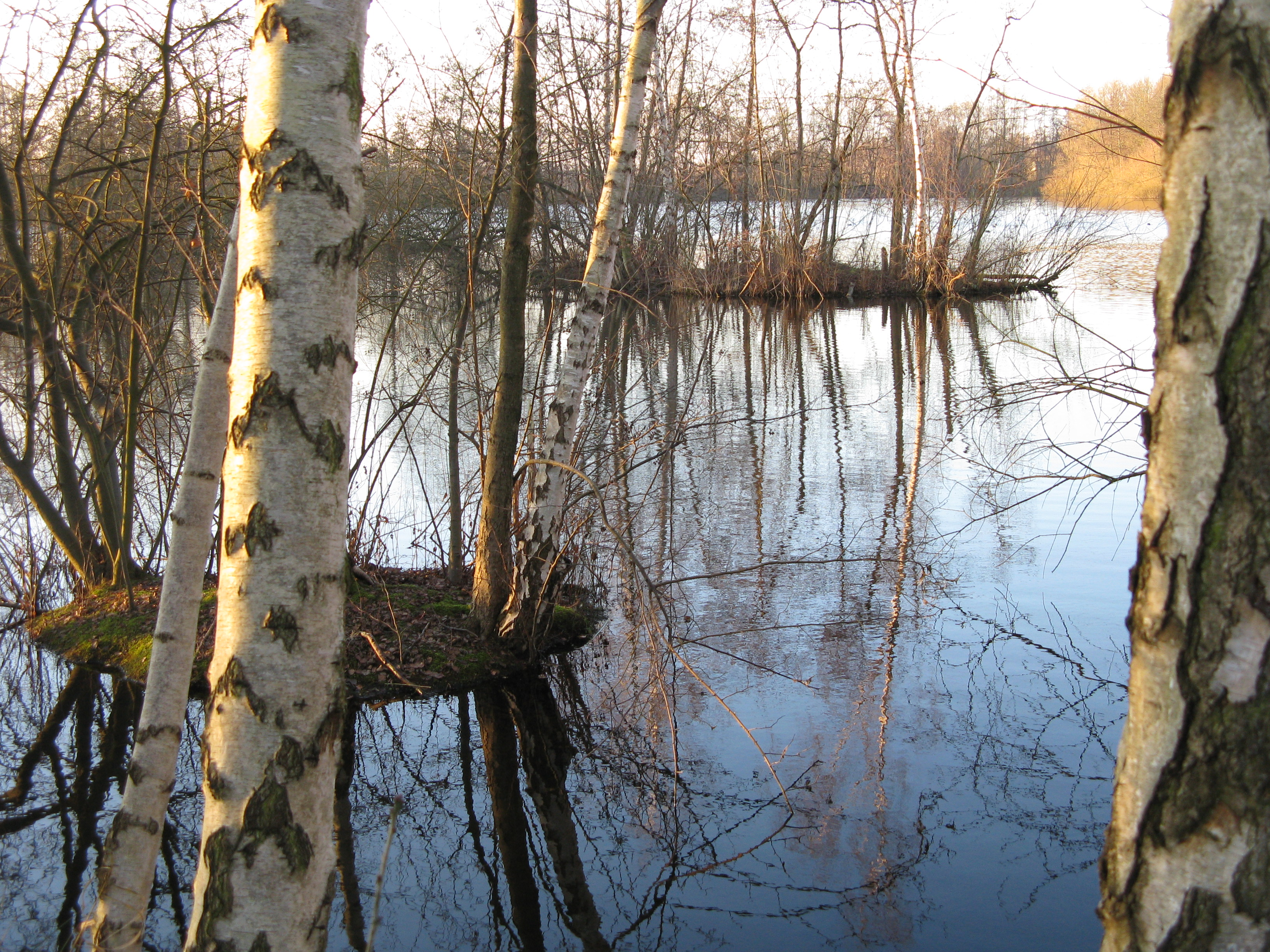
Kleine Inseln in einem der Teiche

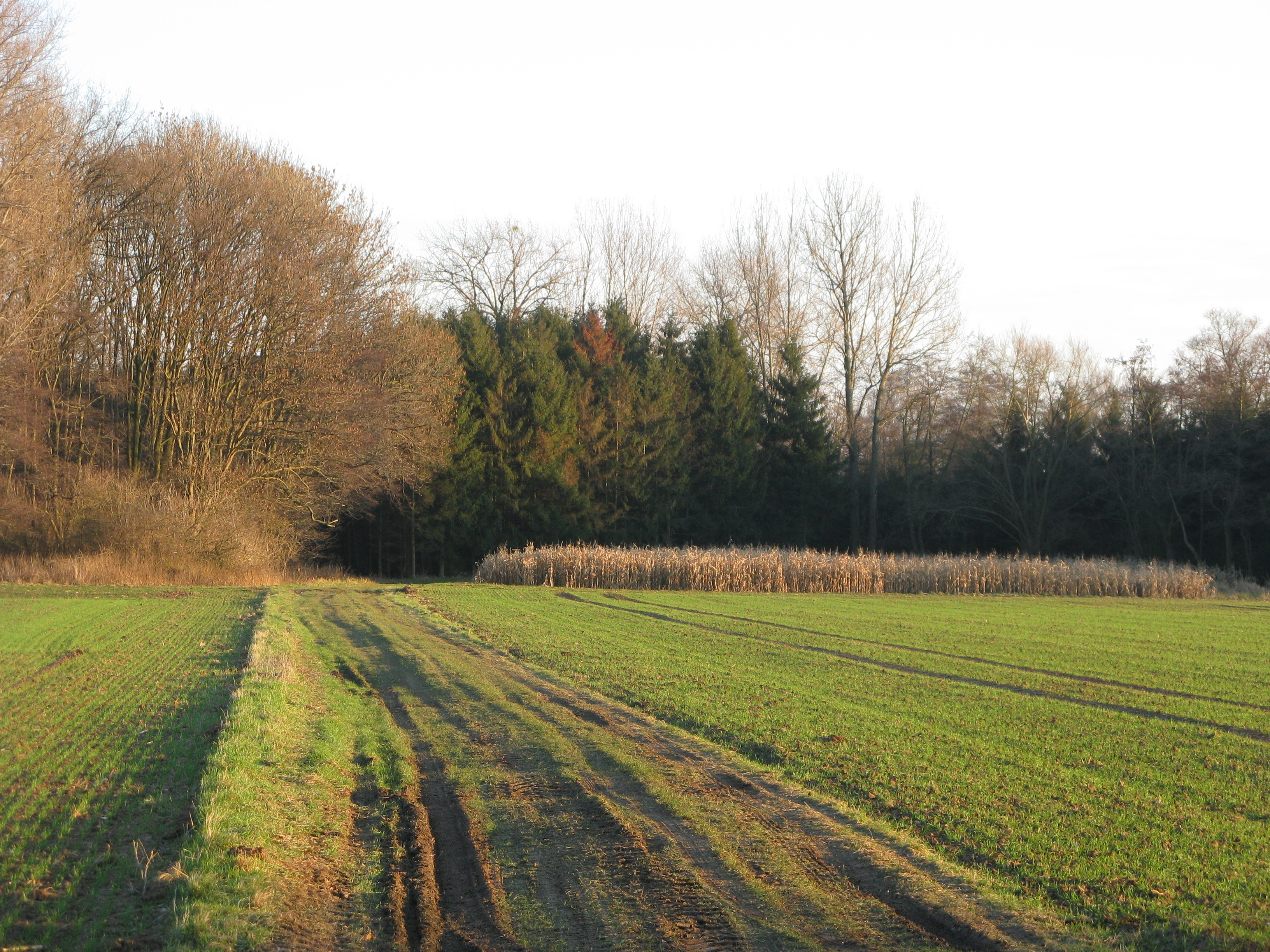
Ackerflächen im Randgebiet

Das etwa 19 Hektar große Naturschutzgebiet Lahder Marsch liegt im Naturraum des Wesertales rund ein Kilometer südlich des Stadtteiles Lahde der Stadt Petershagen und ist Teil des EU-Vogelschutzgebiets „Weseraue“. Als Teilbereich dieses Vogelschutzgebietes ist die Lahder Marsch Bestandteil des Netzes besonderer Schutzgebiete Natura 2000 im Sinne der FFH-Richtlinie. 
Im Wesentlichen umfasst das Gebiet fünf ehemalige Kiesabgrabungen im Niederungsbereich von Bückeburger Aue und Weser, von denen die beiden östlichen Abgrabungen unter Naturschutz gestellt worden sind. Schutzzweck ist die Erhaltung und Optimierung von naturnahen Abgrabungsgewässern und der Schutz als wichtigen Brut-, Rast-, Mauser-, Durchzugs- und Überwinterungsplatz für eine Vielzahl von Wat- und Wasservögeln. Hierzu gehören insbesondere die Krickente, die Knäkente und der Zwergtaucher.
Charakteristisch sind die Inseln sowie Halbinseln und uferbegleitende Weidengebüsche und Röhrichte.
Das Naturschutzgebiet Lahder Marsch wird im Kreis Minden-Lübbecke unter der amtlichen Nummer MI 034 geführt. Die Grundstücke befinden sich im Eigentum des Kreises.